# Gabriel Odor
Gabriel Odor, född 23 augusti 2000 i Hall in Tirol, är en österrikisk skridskoåkare.

## Karriär
I januari 2024 tog Odor silver i masstart vid EM i Heerenveen.

## Personliga rekord
| Distans      | Tid      | Datum             | Plats                        |
| ------------ | -------- | ----------------- | ---------------------------- |
| 500 meter    | 36,47    | 22 september 2023 | Olympic Oval, Calgary        |
| 1 000 meter  | 1.09,18  | 30 december 2023  | Olympic Oval, Calgary        |
| 1 500 meter  | 1.45,02  | 16 december 2022  | Olympic Oval, Calgary        |
| 3 000 meter  | 3.43,29  | 16 september 2023 | Olympic Oval, Calgary        |
| 5 000 meter  | 6.25,40  | 24 januari 2021   | Thialf, Heerenveen           |
| 10 000 meter | 14.35,08 | 29 december 2018  | Olympia Eisstadion Innsbruck |